# Tlapanaloya

Kirka i Tlapanaloya.

Tlapanaloya är en stad i centrala Mexiko och är belägen i delstaten Mexiko. Staden beräknades ha 6 466 invånare år 2010. Tlapanaloya är den största staden i kommunen Tequixquiac, men är inte dess administrativa huvudort.